# Staffan Eklöf
Staffan Sigvard Eklöf, född 14 maj 1965 i Vaksala församling, Uppsala län, är en svensk politiker (sverigedemokrat). Han är ordinarie riksdagsledamot sedan 2018, invald för Hallands läns valkrets.
I riksdagen är han ledamot i miljö- och jordbruksutskottet sedan 2021 och ledamot i Nordiska rådets svenska delegation sedan 2020. Sedan 2022 valdes Eklöf till ordförande i Riksdagens delegation till parlamentariska Östersjökonferensen och i maj 2023 blev det offentligt att Eklöf blev den första Sverigedemokraten att utses till statlig utredare i samband med att det tillsattes en utredning om skogsträdsförädling för ökad motståndskraft. Beslutet att utse Eklöf som särskild utredare motiverades bland annat med hänvisning till hans mångåriga erfarenhet av forsknings- och myndighetsarbete.